# Mulher Objeto
Mulher Objeto é um filme brasileiro de 1981, do gênero drama, dirigido por Silvio de Abreu.

## Sinopse
Fantasias de uma mulher casada, que em sonho vive diversas experiências com parceiros de ambos os sexos.

## Elenco
- Helena Ramos ...  Regina
- Nuno Leal Maia ...  Hélio
- Kate Lyra ...  Helen
- Maria Lúcia Dahl ...  Maruska
- Hélio Souto ...  Fernando
- Yara Amaral ...  Carmem
- Wilma Dias ...  Lúcia
- Karin Rodrigues ...  analista
- Carlos Koppa ...  Genésio
- Orlando Barros ... encanador
- Danton Jardim ... cavaleiro
- Luiz Orlando ... homem do jardim
- Carlos Gaban ... Gustavo
- Lola Brah ... monitora
- Antônio Vieira
- Jorge Bueno ... dr. Samir
- Fábio Villalonga ... Marcelo
- Jorge Lucas ... Ivo
- René de Casemart ... Maria Helena
- Cristiane Perico ... Regina aos 7
- Elizabeth Araújo ... Regina aos 12
- Angel Paralupe ... Gilberto